# Joe May
Joe May, född Joseph Otto Mandel 7 november 1880 i Wien, död 29 april 1954 i Hollywood, var en österrikesfödd tysk manusförfattare, filmproducent och regissör. May räknas till en av pionjärerna inom tysk film.
May började att regissera filmer 1911 och startade sitt eget produktionsbolag några år senare. Till några av Mays tidiga filmer skrev den senare mycket berömde Fritz Lang manus och hans medverkan i dessa kom att bli starten på hans karriär. Efter att nazisterna tagit makten i Tyskland flydde May till USA där han började att regissera flera filmer för Universal. Han nådde emellertid inte samma framgång som i hemlandet och regisserade sin sista film 1944. Han öppnade därefter en restaurang och avled 1954 efter en längre tids sjukdom.

## Filmografi (urval)
- 1918 – Tiggargrevinnan
- 1929 – Asfalt
- 1940 – Den osynlige mannens återkomst
- 1940 – Förbannelsens hus